# Naučná stezka Františka Palackého
Naučná stezka Františka Palackého je vlastivědná a přírodovědná naučná trasa o délce 11,5 kilometru, která začíná v Novém Jičíně u tamních Janáčkových sadů a pokračuje přes Kojetín, Hostašovice a končí u Domorazského sedla. Prochází Přírodním parkem Podbeskydí a v části své trasy se kryje s naučnou stezkou Novojičínská kopretina. K otevření stezky došlo u příležitosti 120. výročí narození Františka Palackého (1798–1876).

## Trasa
Na její trase je 21 zastavení:
1. Janáčkovy sady
2. Smetanovy sady
3. Skalky
4. Přírodní park Podbeskydí
5. Pod Svincem
6. Svinec – sjezdovka
7. Přírodní rezervace Svinec
8. U lípy
9. Kojetín (rozcestí)
10. Přírodní památka Pikritové mandlovce u Kojetína
11. Sedlo pod Strážnicí
12. Lom s jezírkem a koryto Stranického potoka
13. Přírodní památka Polštářové lávy u Straníka
14. Obec Straník
15. Cesta k sedlu Vlčí hrdlo
16. Panorama nad Hostašovicemi
17. Obec Hostašovice
18. „U Hubů“
19. Pozvánka do Hodslavic
20. Přírodní památka Prameny Zrzávky
21. Domorazské sedlo